# Evert Runeberg
Christian Edvard (Evert) Jacob Runeberg, född 26 juni 1853 i Stockholm, död där 30 december 1915, var en svensk ingenjör.
Runeberg avlade mogenhetsexamen 1872 och inskrevs året därpå vid Teknologiska institutet, där han avlade avgångsexamen 1876. Han var elev vid Ystads hamnarbeten 1874 och vid Bergslagernas Järnvägar 1875, elev vid Statens järnvägsbyggnader 1876–1878 och nivellör där 1878–1881, anställd vid Essviks Trävaru AB i Essvik utanför Sundsvall 1881–1882, bedrev enskild verksamhet i Jämtlands län 1883–1884, var stadsingenjör och arbetschef i Östersunds stad 1884–1898, besiktningsman för passagerarångare inom Jämtlands län 1884–1898, kontrollant vid kasernbyggnaden på Frösön 1885, vid Sveriges riksbanks nybyggnad i Östersund 1886 och vid åtskilliga arbeten för Kronans räkning 1891–1893 samt stads- och hamningenjör i Landskrona stad från 1898. Han var även föreståndare för gasverket där 1898–1902 och kontrollant vid folkskollärarinneseminariets nybyggnader i Landskrona 1901–1902. Han är gravsatt på Norra begravningsplatsen i Stockholm.